# Ma'ruf Amin
Ma'ruf Amin, né le 11 mars 1943 à Kresek (nl) (Banten), est un ouléma et homme politique indonésien, vice-président de la république d'Indonésie de 2019 à 2024.
Il est le chef suprême de la Nahdlatul Ulama (NU), mouvement traditionaliste sunnite indonésien et plus grande organisation indépendante islamique du monde, de 2015 jusqu'en 2019, lors de sa démission pour concourir à l'élection présidentielle de 2019 comme colistier du président sortant, Joko Widodo.
Il est aussi depuis 2015, le président du Conseil indonésien des Oulémas (en) (MUI), inactif depuis son élection à la vice-présidence.

## Débuts et carrière

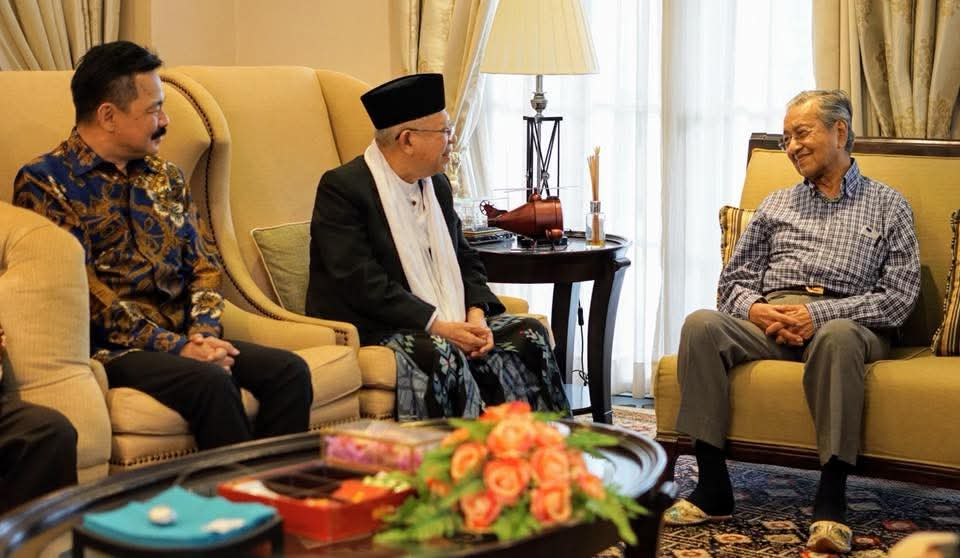
Ma'ruf Amin avec le Premier ministre malaisien Mahathir Mohamad à Kuala Lumpur, le 8 septembre 2018.

Ma'ruf Amin naît le 11 mars 1943 à Tangerang, une ville de la province de Banten à l'ouest de l'île de Java, dans ce qui était alors les Indes orientales néerlandaises sous occupation japonaise. Il suit des études au Pesantren (en) de Tebuireng à Jombang (Java oriental), un internat islamique influent créé par le fondateur de la Nahdlatul Ulama (NU), Hasyim Asy'ari. Plus tard, il obtient une licence en philosophie islamique de l'université Ibnu Khaldun de Bogor (Java occidental).